# 等腰梯形
在幾何學中，等腰梯形是一種凸四邊形，其存在一對互相平行的邊和一個能把這對邊平分的對稱軸，為梯形中的一個特例。由於其可以定義為兩側邊（又稱腰）等長且兩底角相等的梯形，因此稱為等腰梯形。由於等腰梯形需要兩底角相等且在一對平行邊上要存在一個對稱軸的條件，因此非矩形的平行四邊形都不是等腰梯形。任何等腰梯形都會滿足一對邊互相平行（上底與下底）且兩側邊（兩腰）等長，且對角線等長，並且兩組底角相等且互補。

## 特例

等腰梯形的特例

矩形和正方形通常會被認為是等腰梯形的特例，不過在部分使用嚴格定義的文獻中則不會將矩形和正方形歸類為等腰梯形。

### 三等邊梯形
其他常見的特例包括了三條邊等長的三等邊梯形，例如5邊或以上的正多邊形的連續4個頂點組成的四邊形即屬此類。

### 交叉等腰梯形
任何具有恰好一個對稱軸的非自相交四邊形必須是等腰梯形或鳶形。
但若考慮到邊自相交的情況，則恰好一個對稱軸的的四邊形又要再多考慮下列幾種情況：如有一對邊平行，另一對邊等長且交叉的交叉等腰梯形和兩對邊等長且其中一對邊相交但沒有任何一對邊平行的反平行四邊形。而交叉等腰梯形和反平行四邊形的凸包都是等腰梯形
|            |              |              |
| 凸等腰梯形 | 交叉等腰梯形 | 反平行四邊形 |

## 性質
等腰梯形具有如下性质：
1. 两条对角线相等。
2. 同一底上的二内角相等。
3. 对角互补，四顶点共圆。

依据以上性质，判定一个四边形是等腰梯形可以通过以下命题：
1. 两腰相等的梯形是等腰梯形[2]。
2. 两条对角线相等的梯形是等腰梯形[8]。
3. 同一底上的二内角相等的梯形是等腰梯形[2]。

### 尺寸
已知底邊長和側邊長的等腰梯形則可以確定其大小，包括外接圓半徑、高和面積等特性。
已知等腰梯形底邊長為a和b、側邊為c，則高h為：
{\displaystyle h={\sqrt {c^{2}-{\tfrac {1}{4}}{\left(b-a\right)}^{2}}}}

### 面積
等腰梯形的面積計算方式與梯形相同，皆為上底加下底乘高除以二，但由於在等腰梯形中，已知側邊即可求得高，因此已知等腰梯形底邊長為a和b、側邊為c，則面積為：
{\displaystyle A={\frac {1}{2}}{\left(a+b\right)}{\sqrt {c^{2}-{\tfrac {1}{4}}{\left(b-a\right)}^{2}}}}

### 外接圓
等腰梯形的外接圓半徑為
{\displaystyle R=c{\sqrt {\frac {ab+c^{2}}{4c^{2}-(a-b)^{2}}}}.}：
若為矩形，則a = b可以進一步將式子化簡為{\displaystyle R={\tfrac {1}{2}}{\sqrt {a^{2}+c^{2}}}}。

## 对偶

筝形与其对偶的等腰梯形

等腰梯形的对偶多边形是筝形，其对偶性质有：
| 等腰梯形               | 筝形                   |
| ---------------------- | ---------------------- |
| 两对邻角两两相等       | 两对邻边两两相等       |
| 一对对边相等           | 一对对角相等           |
| 一条对称轴平分一对对边 | 一条对称轴平分一对对角 |
| 存在外接圆             | 存在内切圆             |
| 伐里农平行四边形为菱形 | 伐里农平行四边形为矩形 |